# کلینتون ماتا
کلینتون ماتا (انگلیسی: Clinton Mata؛ زادهٔ ۷ نوامبر ۱۹۹۲) بازیکن فوتبال اهل آنگولا است که در حال حاضر در پست مدافع برای کلوب بروژ، در لیگ برتر فوتبال بلژیک بازی می‌کند. وی پیش از انتخاب آنگولا، توانایی بازی برای تیم ملی فوتبال بلژیک را هم داشت.
از باشگاه‌هایی که در آن بازی کرده‌است می‌توان به باشگاه فوتبال اوپن، شارلروآ، و کلوب بروژ اشاره کرد.
وی همچنین در تیم ملی فوتبال آنگولا بازی کرده‌است.

## تیم ملی
در ژوئیه ۲۰۱۴ از ماتا خواسته شد که تابعیت بین‌المللی خود را به آنگولا تغییر دهد. او در اواخر همان سال اولین بازی خود را برای تیم ملی فوتبال آنگولا انجام داد.

## افتخارات
- قهرمان
  - کلوب بروژ
    - لیگ برتر فوتبال بلژیک: ۲۰۱۹–۲۰۲۰،[۴] ۲۰۲۰–۲۰۲۱[۵]
    - سوپر جام فوتبال بلژیک: ۲۰۱۸، ۲۰۲۱[۶]